# Привезенцев, Максим Вячеславович
Максим Вячеславович Привезенцев (род. 13 декабря 1971, Южно-Сахалинск) — российский общественный деятель, предприниматель, писатель, кандидат экономических наук, путешественник, режиссёр-документалист. Председатель правления Mirax Group в 2004—2009 годах.

## Ранние годы
Максим родился 13 декабря 1971 года в Южно-Сахалинске. Его дед — советский кинооператор-документалист Владимир Привезенцев. В 1995 году Максим с отличием окончил Владимирский политехнический институт, в 2002 году — Московскую международную высшую школу бизнеса.
В 2007 году в Московском гуманитарно-экономическом институте защитил диссертацию кандидата экономических наук по теме «Развитие организационно-хозяйственного механизма инфраструктурной сферы холдинговых компаний».
Женат, воспитывает дочь и двух сыновей.

## Карьера
В 1995—2004 годах занимался ресторанным бизнесом в Москве.
С 2004 по 2009 год был акционером, членом совета директоров и председателем правления Mirax Group.
В 2005—2011 годах был владельцем и председателем совета директоров телекоммуникационной компании «Телеру».
В 2010 году создал сигарный бренд «Total Flame».
В 2018 году стал основателем и владельцем IT-компании QP Ecosystem.

## Общественная деятельность
С 2003 года является вице-президентом Федерации рестораторов и отельеров.
В 2002—2007 годах был руководителем проекта разработки национальной системы квалификаций в России Центра изучения проблем профессионального образования.
В 2008 году создал в Суздале международный музыкальный фестиваль «Blues-Bike Festival Suzdal» .
В 2009—2017 годах — вице-президент Федерации сёрфинга России.
Член «Русского географического общества».
В 2013 году совершил кругосветное путешествие на мотоцикле, посетив 36 стран.
В 2021 году принял участие в качестве соорганизатора в Третьей международной научно-практической конференции «Одушевленный ландшафт» в Суздале. По мнению Максима Привезенцева, одним из ярких аспектов суздализации является нежелание вместе обсуждать проблемы и возможности развития города, что характерно для многих малых городов России:

«Это абсолютный разрыв диалога, когда есть бетонные плиты между всеми существующими в городе группами людей. Все точно знают, кто виноват, но в момент, когда мы публично хотим начать диалог, начинается новая бетонная прослойка. Каждый хочет, чтобы кто-то другой сделал эти шаги», — отмечает Привезенцев.

В октябре 2021 участвовал в выборах сити-менеджера города Суздаль, однако, во втором туре не смог убедить депутатов городского совета, проголосовать за свою кандидатуру.
Также занимается сохранением культурного наследия, инициатор создания цифровых копий документальных фильмов «Москва-Кара-кум-Москва» (1933) и «От Тихого океана до Балтики» (1967), а также первого перевода поэмы М. Ю. Лермонтова «1831-го, июня 11-го дня» на английский язык. Награждён медалью М. Ю. Лермонтова Российского Лермонтовского комитета за выдающийся вклад в популяризацию лермонтовских мест.

## Творчество
В 2003—2009 годах написал ряд научных работ, посвящённых ресторанной индустрии, профессиональным стандартам и деятельности холдинговых компаний.
С 2011 года пишет книги о путешествиях на мотоцикле и собственной карьере. С 2013 по 2022 год вышли семь книг, первые две из которых были написаны в соавторстве с Андреем Полонским.
21 сентября 2021 года файл с финальной главой его книги «История Мираксздания» был продан на первом в истории русской литературы NFT-аукционе.

### Книги
- Русские байки. Вокруг света на Harley-Davidson (2013) ISBN 978-5-9614-4498-8
- Дервиши на мотоциклах. Каспийские кочевники (2017) ISBN 978-5-00103-017-1
- Ралли Родина. Остров каторги (2018) ISBN 978-5-6042801-9-5
- Шотландский ветер Лермонтова (2019) ISBN 978-5-6042801-2-6
- Дихроя. Дневники тибетских странствий (2020) ISBN 978-5-6043947-1-7
- История Мираксздания (2020) ISBN 978-5-521-16238-3
- Торговец дыма (2022) ISBN 978-5-521-18580-1

### Документальные фильмы
- Русские байки. Кругосветное путешествие (2014, канал «Моя планета»)[14]
- Дервиши на мотоциклах. Каспийские кочевники[15]
- Ралли Родина. Остров каторги
- Шотландский ветер Лермонтова
- Дихроя. Дневники тибетских странствий

### Научные работы
- Профессиональные стандарты по профессиям ресторанной индустрии (2003)
- Методическое пособие «Профессиональные стандарты как основа подготовки конкурентоспособных работников» (2007)
- Книга «Организационный механизм деятельности холдинговых компаний» (2008) ISBN 978-5-238-01412-8
- Методическое пособие «Жилищный букварь» (2008)
- Монография «Управление инвестиционными процессами в жилищно-коммунальном комплексе города: организационно-экономическое регулирование» (2008)
- Методология разработки профессиональных стандартов (2009)